# 瓦埃勒郡
瓦埃勒郡（丹麥語：Vejle Amt）是丹麥中部的郡，位於日德蘭半島的東部，另有恩訥萊沃島等。2007年1月1日大部份被併入中日德蘭大區，十個市併入南丹麥大區。